# Bendición episcopal

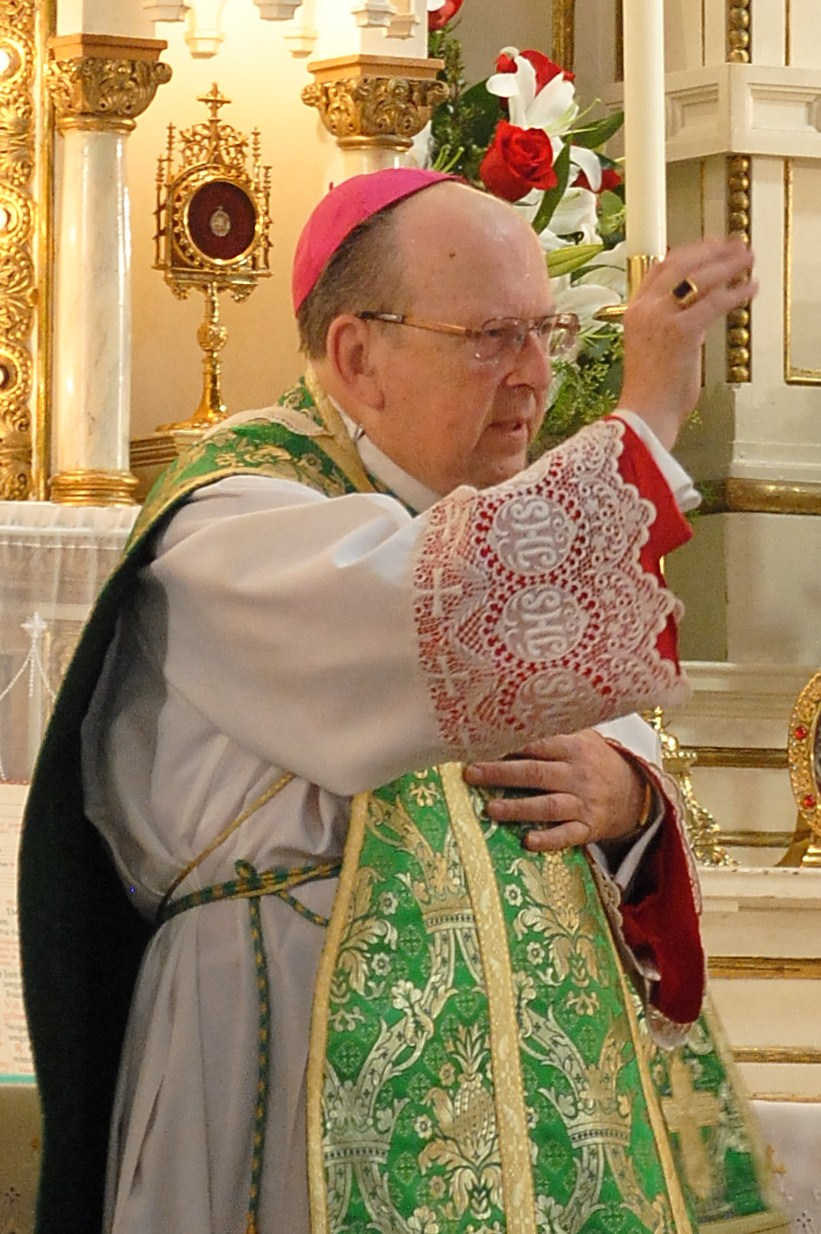
Bendición del obispo Francis R. Reiss

Se da el nombre de bendición episcopal, especialmente, a la bendición solemne que acostumbran dar los obispos al fin de la misa, vísperas, maitines y otros oficios sagrados, en la forma prescrita por el ceremonial, entonando en alta voz los versículos: Sit nomen Domini benedictum.—Adjutorium nostrum in nomine Domini y vueltos al pueblo con mitra y báculo las palabras: Benedicat vos omnipotens Deus, Pater, et Filius et Spiritus Sanctus, haciendo al tiempo de pronunciarlas tres signos de la cruz, uno a la derecha, otro al medio y el tercero hacia la izquierda. 
Además de esta bendición solemne, los obispos bendicen al pueblo que se encuentra en su tránsito, no solo cuando se presentan en público vestidos pontificalmente, sino también siempre que se presentan sin ceremonia con su vestido común y ordinario, como expresamente lo previene el ceremonial. La antigüedad de esta costumbre la comprueba una prescripción del concilio de Rávena, celebrado en 1314, en que se manda tocar las campanas cuando el obispo atraviesa una ciudad o villa, para que advertido el pueblo pueda salir y ponerse de rodillas para recibir la bendición.

## Texto en latín
V. Dominus vobiscum.

R. Et cum spiritu tuo.

V. Sit nomen Domini benedictum.

R. Ex hoc nunc et usque in sæculum.

V. Adiutorium nostrum in nomine Domini.

R. Qui fecit cælum et terram.

Tunc celebrans, accepto, si eo utitur, baculo, dicit:
V. Benedicat vos omnipotens Deus,

Ter signum crucis super populum faciens, addit:

Pater, et Filius, et Spiritus Sanctus.

R. Amen

## Texto en español
Llegado el momento, al acabar la misa o la acción litúrgica correspondiente, el Obispo recibe la mitra y saluda diciendo:
 
V. El Señor esté con vosotros.
Y el pueblo responde: 

R. Y con tu espíritu.
Entonces el pueblo dialoga con el pueblo del siguiente modo:

V. Bendito sea el nombre del Señor. 

R. Ahora y por todos los siglos. 

V. Nuestro auxilio es el nombre del Señor. 

R. Que hizo el cielo y la tierra.
Y concluye, tomando el báculo y diciendo mientras hace la señal de la cruz tres veces:

V. Y la bendición de Dios todopoderoso, 

Pa + dre, Hi + jo, y Espíritu + Santo 

descienda sobre vosotros. 

R. Amén.